# Фрешу-Фрешет
Фрешу́-Фреше́т (фр. Fréchou-Fréchet, окс. Hrèisho e Hreishet) — коммуна во Франции, находится в регионе Юг — Пиренеи. Департамент — Верхние Пиренеи. Входит в состав кантона Турне. Округ коммуны — Тарб.
Код INSEE коммуны — 65181.

## География
Коммуна расположена приблизительно в 660 км к югу от Парижа, в 115 км юго-западнее Тулузы, в 10 км к юго-востоку от Тарба.
На востоке коммуны протекает река Аррет-Дарре.

## Климат
Климат умеренно-океанический с солнечной тёплой погодой и обильными осадками на протяжении практически всего года.

## Население
Население коммуны на 2010 год составляло 132 человека.
| 1962 | 1968 | 1975 | 1982 | 1990 | 1999 | 2010 |
| ---- | ---- | ---- | ---- | ---- | ---- | ---- |
| 95   | 92   | 85   | 88   | 99   | 88   | 132  |

## Администрация
| Период | Период | Фамилия          | Партия | Примечания |
| ------ | ------ | ---------------- | ------ | ---------- |
| 2001   | 2020   | Гастон Лакассань |        |            |

## Экономика
В 2010 году среди 88 человек трудоспособного возраста (15-64 лет) 67 были экономически активными, 21 — неактивными (показатель активности — 76,1 %, в 1999 году было 84,9 %). Из 67 активных жителей работали 64 человека (34 мужчины и 30 женщин), безработных было 3 (1 мужчина и 2 женщины). Среди 21 неактивной 7 человек были учениками или студентами, 8 — пенсионерами, 6 были неактивными по другим причинам.